# Луч (сборник)
«Луч» — учёно-литературный сборник, выпущенный в Санкт-Петербурге в 1866 году.

## История
Учёно-литературный сборник, вышедший в  Санкт-Петербурге в 1866 году.
Издателем был Г. Е. Благосветлов. Официальный редактор — П. Н. Ткачёв.
Сборник являлся продолжением закрытого правительством в 1866 году революционно-демократического журнала «Русское слово». Он издавался редакцией «Русского слова», был составлен из статей и беллетристики его основных сотрудников и выдавался в виде компенсации за невышедшие в связи с запрещением журнала тома. Первый том сборника был составлен из материалов, предназначенных для «Русского слова». В нем были напечатаны статьи: Д. И. Писарева «Погибшие и погибающие» и «Популяризаторы отрицательных доктрин» (подписана: Д. Рагодин), Н. В. Шелгунова «Келейная тюрьма» и «Острог и мнения об улучшении его» (подписана: Т. З.), А. П. Щапова «Реализм в применении к народной экономии». В сборнике также приняли участие В. Лесевич, В. И. Немирович-Данченко, Г. И. Успенский, С. Н. Федоров, И. В. Федоров (Омулевский), А. К. Шеллер-Михайлов и др.
После выхода в свет первого тома в этом же году Благосветловым был приготовлен и сдан в печать второй том сборника, который был арестован в типографии и запрещен, а редактор подвергнут судебному преследованию. На этом издании сборника прекратилось.
Цензурное ведомство крайне настороженно отнеслось к изданию сборника. Цензурный отзыв о первом томе принадлежит И. А. Гончарову. Подчеркнув прежде всего, что сборник «направлением и тоном» продолжает запрещенное «Русское слово», Гончаров особое внимание обращает на статью Писарева «Популяризаторы отрицательных доктрин». Революционная направленность статьи Писарева, ее антимонархические и антирелигиозные тенденции не укрылись от цензора.
Но, ожидая особенно придирчивого отношения цензуры к сборнику, редакция так тщательно подготовила тексты первого и второго томов, что цензура, не имея «достаточных поводов», арестовала второй том лишь за участие в нем сотрудников запрещенного журнала.